# Vincenzo Biava
Vincenzo Biava (Zerbolò, 18 aprile 1916 – Vidigulfo, 1º aprile 2004) è stato un tiratore a segno italiano.

## Biografia
Nato nel 1916 a Zerbolò, in provincia di Pavia, era tesserato per il TSN di Gallarate.
A 44 anni partecipò ai Giochi olimpici di Roma 1960, nella carabina 50 m tre posizioni, passando le qualificazioni con il 21º punteggio del suo gruppo, 541 punti (189 a terra, 179 in ginocchio e 173 in piedi) e concludendo la finale al 41º posto con 1099 punti (383 a terra e 372 sia in ginocchio sia in piedi).
Morì nel 2004, a 87 anni.